# 水雷砲艦
水雷砲艦（すいらいほうかん、英語: Torpedo gunboat）は、水雷兵器（特に魚雷）を主兵装とする砲艦。当初は、外洋での水雷襲撃を担う水雷巡洋艦の小型版と位置付けられており、排水量でいえば、水雷巡洋艦はおおむね1,000トン前後、水雷砲艦は500トン前後であったが、厳密な区別ではなかった。1880年代後半からは、味方の主力艦を護衛して水雷艇を撃退することも重視されるようになったが、最終的には、水雷艇を発展させた駆逐艦に取って代わられた。

## 概要
19世紀後半には艦砲の技術が発達していったが、同時並行して装甲技術も発達していたためにその効果があまり上がらず、重砲でも大型の装甲艦を撃破することは難しくなっていた。一方、この時期には水雷兵器も発達し、イギリス海軍は1872年にホワイトヘッド魚雷を採用して、まず当時のフリゲート（後の巡洋艦）に装備した。露土戦争中の1878年には、ロシア帝国海軍のマカロフ大尉が指揮する艦載水雷艇がオスマン帝国海軍の砲艦を襲撃し、イギリスから輸入したホワイトヘッド魚雷によってこれを撃沈したことで、史上初の魚雷による戦果が記録された。
水雷兵器は、当初は既存の艦艇に搭載する形で装備化が進められたが、後には最初からこれを搭載した新造艦艇も登場した。近海域では小型・軽快な水雷艇が用いられた一方、外洋域では、航洋性を確保できるようにある程度大型の水雷巡洋艦が用いられた。しかし当時の魚雷の性能では目標に数百メートルまで接近する必要があったが、巡洋艦ではそのような肉薄攻撃に必要な隠密性や機動力が足りず、一方で巡洋艦としては艦型が小さいために航洋性も決して十分ではなかったため、やや中途半端な存在でもあった。
このことから、航洋性を確保しつつ艦型を圧縮した魚雷搭載艦が模索されることになった。イギリス海軍では、まず1884-85年度計画で防護巡洋艦を縮小した設計のカール級砲水雷艦（950トン）を建造しており、イギリス水雷砲艦の先駆者と位置付けられている。続いてより小型・高速の艦が検討されるようになり、当初は水雷艇捕獲艦（Torpedo Catcher）と称されていたが、1885年11月より水雷砲艦と称されるようになった。そのプロトタイプとして建造されたのが「ラットルスネーク」（550トン）であり、イギリス海軍における水雷砲艦の嚆矢となった。これに続いて、グラスホッパー級、シャープシューター級、アラーム級、ドライアド級と順次に整備が進められていった。また大陸ヨーロッパで水雷艇が普及するとともに、これらの襲撃から主力艦を防護する役割も与えられるようになっていった。
しかしこれらは外洋での航洋性が十分でなく、また小型の艦に大出力の機関を搭載するため、振動などのトラブルが絶えなかった。一方、敵の水雷艇の攻撃を防ぐには、より大型・強力な水雷艇をもってするのが効果的であるという考え方で登場したのが水雷艇駆逐艦（TBD）であり、イギリス海軍が1892年度計画で建造した「ハヴォック」と「デアリング」が端緒となった。これらはのちに単に駆逐艦と呼ばれるようになったが、当時のいかなる水雷艇よりも大型・強力かつ高速であり、後には水雷巡洋艦や水雷砲艦にかわって、外洋域での水雷襲撃も担当するようになっていった。